# Chamberlainia hainesiana
Chamberlainia hainesiana е вид мида от семейство Unionidae.

## Разпространение и местообитание
Видът е разпространен във Виетнам и Тайланд.
Обитава сладководни басейни, реки и потоци.

## Описание
Популацията на вида е намаляваща.